# Friedrich Bickelhaupt
Friedrich Bickelhaupt (* 1. Februar 1932 in Magdeburg; † 30. Dezember 2013, auch Fritz Bickelhaupt) war ein deutscher Chemiker und Hochschullehrer, der überwiegend in den Niederlanden forschte und lehrte.

## Leben
Bickelhaupt studierte Chemie an der Universität Tübingen und wurde dort 1957 mit der Arbeit Zur Komplexbildung metallorganischer Verbindungen in Äther bei Georg Wittig promoviert. Er verbrachte anschließend Post-Doc-Aufenthalte bei Karel Wiesner an der University of New Brunswick und bei Robert B. Woodward an der Harvard University. Danach wechselte er 1960 in die industrielle Forschung. Einem Ruf an die Vrije Universiteit Amsterdam als Nachfolger von Jan Coops folgte er 1965. Dort wurde er 1997 emeritiert.

## Werk
Bickelhaupts Arbeitsgebiete waren unter anderem metallorganische Verbindungen wie die lange bekannten Grignard-Verbindungen, zu deren Strukturaufklärung er beitrug. Er beschäftigte sich zudem mit der Bindungstheorie organischer Verbindungen, beispielsweise an Organophosphorverbindungen. Ein weiteres Forschungsgebiet waren Synthesen kleiner Ringsysteme mit hoher Ringspannung.

## Ehrungen
- 1993: Max-Planck-Forschungspreis